# Коппола, Алессандро
Алессандро Коппола (итал. Alessandro Coppola; род. 13 марта 2000 года в Турине, Италия) — итальянский футболист, защитник клуба «Триестина». В настоящее время выступает на правах аренды за «Биркиркару».

## Карьера
Алессандро является воспитанником системы «Торино». Он начинал карьеру как нападающий, однако позже переместился в центр защиты. В сезоне 2018/19 Алессандро дебютировал во взрослом футболе, отыграв 32 матча в клубах из Серии D на правах аренды. В 2019 году он покинул «Торино» и перешёл в «Ливорно» на правах свободного агента. На момент трансфера в этот клуб рост защитника составлял 205 сантиметров, что делало его одним из трёх самых высоких футболистов в мире. За «Ливорно» он провёл 6 игр в Серии B. В сезоне 2020/21 защитник выступал в Португалии за «Ольяненсе», приняв участие в 15 встречах португальского чемпионата.
В 2021 году Алессандро вернулся на родину и стал игроком «Триестины» из Серии C. Он не смог пробиться в основной состав клуба, поэтому в январе 2022 года был в отдан в аренду болгарской команде «Царско Село». Его дебют за «царистов» состоялся 20 февраля в матче чемпионата Болгарии против клуба «Берое». Всего в сезоне 2021/22 он провёл 8 встреч в высшей болгарской лиге. Сезон 2022/23 Алессандро начал в новой аренде — в мальтийском клубе «Биркиркара».

## Личная жизнь
Братья Алессандро, Доменико (род. 1999) и Франческо (род. 2005) — тоже футболисты. Доменико играет в воротах, а Франческо в центре защиты. Их мать по национальности кубинка, в молодости она профессионально занималась лёгкой атлетикой. Благодаря своим корням Алессандро и его братья имеют право выступать за национальную сборную Кубы.